# Kisa Yoshioka
Kisa Yoshioka (japanisch 吉岡 希紗 Yoshioka Kisa; * 2. September 2000) ist eine japanische Tennisspielerin.

## Karriere
Yoshioka spielt vor allem auf Turnieren der ITF Women’s World Tennis Tour, bei denen sie bislang sieben Doppeltitel gewonnen hat.

## Turniersiege

### Doppel
| Nr. | Datum            | Turnier             | Kategorie | Belag     | Partnerin      | Finalgegnerinnen                     | Ergebnis         |
| --- | ---------------- | ------------------- | --------- | --------- | -------------- | ------------------------------------ | ---------------- |
| 1.  | 12. Februar 2022 | Monastir            | ITF W15   | Hartplatz | Miyu Katō      | Kryszina Dsmitruk Inès Ibbou         | 6:4, 7:5         |
| 2.  | 22. Juli 2023    | Nakhon Si Thammarat | ITF W15   | Hartplatz | Anri Nagata    | Yatawee Chimcham Lunda Kumhom        | 4:6, 6:2, [10:6] |
| 3.  | 12. August 2023  | Sapporo             | ITF W15   | Hartplatz | Nana Kawagishi | Back Da-yeon Jeong Bo-young          | 6:3, 6:3         |
| 4.  | 9. Juni 2024     | Daegu               | ITF W35   | Hartplatz | Ayano Shimizu  | Kim Da-bin Kim Na-ri                 | 6:4, 6:3         |
| 5.  | 22. Februar 2025 | Scharm asch-Schaich | ITF W15   | Hartplatz | Ayumi Miyamoto | Mana Kawamura Patricija Paukštytė    | 7:64, 6:2        |
| 6.  | 1. März 2025     | Scharm asch-Schaich | ITF W15   | Hartplatz | Remika Ohashi  | Madelief Hageman Patricija Paukštytė | 6:3, 6:1         |
| 7.  | 24. Mai 2025     | Fukui               | ITF W15   | Hartplatz | Yuka Hosoki    | Nao Nishino Shiho Tsujioka           | 3:6, 7:5, [10:2] |